# Saperda lateralis
Saperda lateralis är en skalbaggsart som beskrevs av Fabricius 1775. Saperda lateralis ingår i släktet Saperda och familjen långhorningar. Inga underarter finns listade i Catalogue of Life.